# Piet (lenguaje de programación)

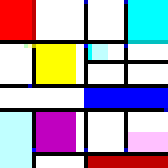
Programa de Piet que imprime «Piet»

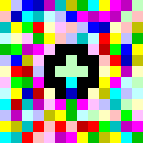
Un «Hello World» programado en Piet

Piet es un lenguaje de programación esotérico diseñado por David Morgan-Mar, cuyos programas son mapas de bits que se ven como arte abstracto. La compilación es guiada por un «puntero» que se mueve alrededor de la imagen, de una región de color continuo hasta la siguiente. Los procedimientos se llevan a cabo cuando el puntero sale de una región.
Piet lleva el nombre del pintor holandés Piet Mondrian, ya que el nombre originalmente previsto, Mondrian, ya estaba utilizado por un sistema de visualización de datos estadísticos de propósito general (inglés).